# 沙塞莱塞
沙塞莱塞（法語：Chassey-lès-Scey，法語發音：[ʃasɛ lɛ sɛ]，意为“塞附近的沙塞”）是法国上索恩省的一个市镇，属于沃苏勒区。

## 地理
沙塞莱塞（47°38'37"N, 5°58'43"E）面积4.38 平方千米，位于法国勃艮第-弗朗什-孔泰大區上索恩省，该省份为法国东部内陆省份，北起顺时针与孚日省、贝尔福地区省、杜省、汝拉省、科多尔省和上马恩省接壤。
与沙塞莱塞接壤的市镇（或旧市镇、城区）包括：比塞莱特拉沃、费里耶尔莱塞、奥旺什、索恩河畔塞和圣阿尔班。

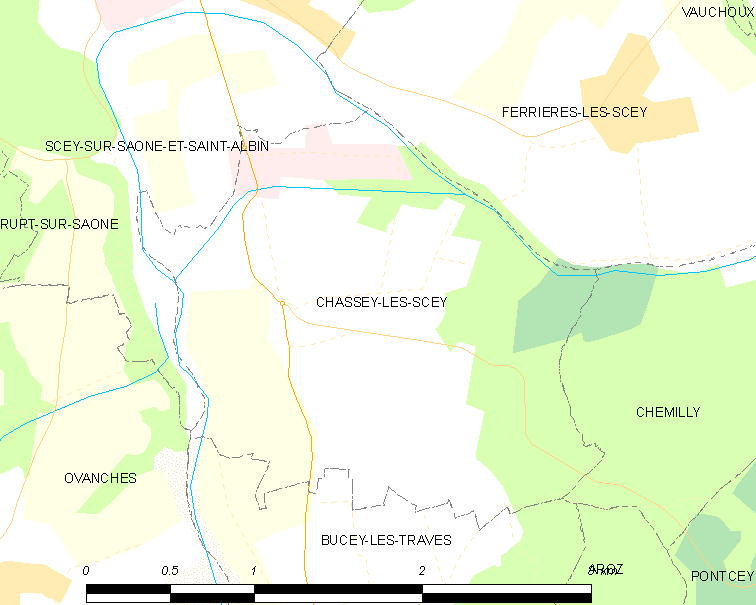
沙塞莱塞的OSM定位图

沙塞莱塞的时区为UTC+01:00、UTC+02:00（夏令时）。

## 行政
沙塞莱塞的邮政编码为70360，INSEE市镇编码为70138。

## 政治
沙塞莱塞所属的省级选区为索恩河畔塞和圣阿尔班县。

## 人口

1962-2008年间沙塞莱塞人口变化图示

沙塞莱塞于2022年1月1日时的人口数量为121人。